# Bobby-Car

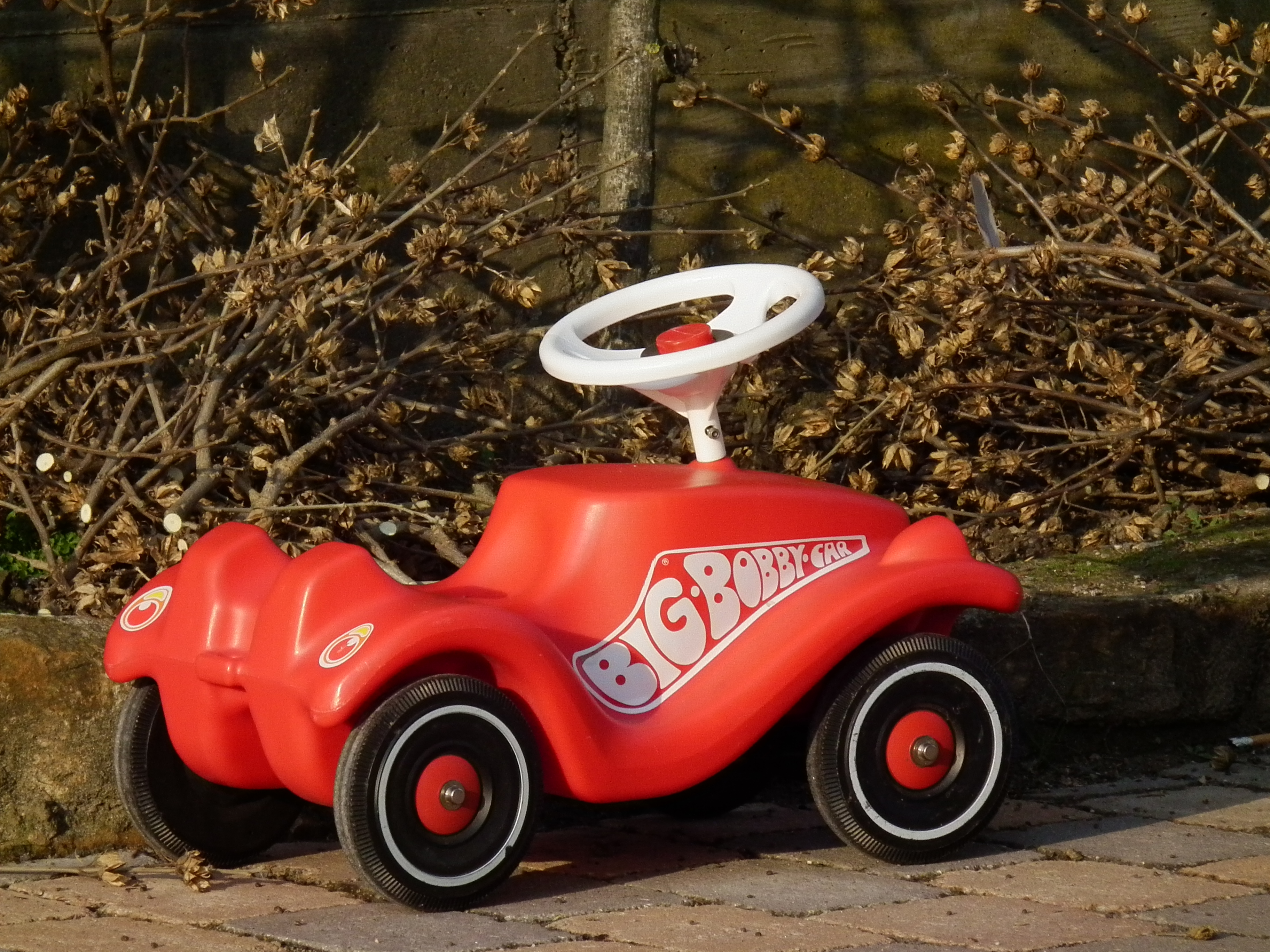
Bobby-Car Classic

Bobby-Car oder Bobbycar ist der geschützte Markenname eines Rutschautos, ein vierrädriges Spielauto ohne Pedale, auf dem sich Kleinkinder durch Abstoßen mit den Füßen fortbewegen können. Es wird seit 1972 von der BIG-Spielwarenfabrik in Deutschland produziert und gilt mit 20 Millionen verkauften Exemplaren als das meistverkaufte Kinderfahrzeug der Welt.

## Geschichte
Im Jahr 1956 übernahm der Elektronik-Ingenieur Ernst A. Bettag die Blechspielzeugfabrik seines Schwiegervaters in Fürth und baute diese von Metallspielzeug- zur Kunststoffproduktion um. Zusammen mit dem Holzbildhauer Christian Bayer modellierte Bettag seinen Traum: Ein Auto für Kleinkinder, für mehr Bewegungsfreiheit früh im Leben. Der Prototyp entsprach mit geschwungenen Formen, Kulleraugen als Scheinwerfern, großem weißem Lenkrad und rotem Chassis bereits weitestgehend dem heutigen Klassiker, jedoch war Bettag anfangs von dem Design nicht angetan und betitelte den Prototyp als „hässliches Entlein“, der sich nichtsdestotrotz zum wirtschaftlich sehr erfolgreichen Bobby-Car entwickelte.
1972 wurde das Bobby-Car erstmals auf der Nürnberger Spielwarenmesse der Öffentlichkeit präsentiert. Der Name ist, laut Geschäftsführer Thomas Röttenbacher, einfach der Zeit geschuldet, in der Anglizismen für Produkte beliebt waren. Bobby sei einfach griffig gewesen und habe eine schöne Alliteration mit dem Herstellernamen Big ergeben.
Das Bobby-Car verkaufte sich nach einem eher verhaltenen Start schnell millionenfach – dabei halfen auch Orthopäden, die belegten, dass die Sitzposition auf dem Bobby-Car für Kleinkinder ideal für die Ausbildung der richtigen Körperhaltung ist.
Das klassische Modell hat sich über die Jahrzehnte wenig verändert; zwar wurde das Lenkrad leicht begradigt und die Räder sind, um den Geräuschpegel zu reduzieren, seit den 1990er Jahren mit Gummi überzogen, der Körper ist aber exakt der gleiche.
Nach dem Tod Ernst A. Bettags 2003 übernahm die Simba-Dickie-Group 2004 das Unternehmen. Seit 2010 wird die Marke Bobby-Car durch die Lizenzagentur g-l-a-m in München vermarktet. 2005 erweiterte BIG die Palette um die New-Bobby-Car-Reihe, deren Design dem Automobildesign des 21. Jahrhunderts angepasst ist.
In den 50 Jahren zwischen 1972 und 2022 wurden über 20 Millionen Bobby-Cars verkauft.

## Herstellung
Bis 1998 wurden Bobby-Cars in Fürth produziert, nach einem Großbrand wurde dann ein neuer Produktionsstandort in Burghaslach eingerichtet, in dem bis heute etwa 140 Mitarbeiter täglich um die 2000 Bobby-Cars fertigen. Inzwischen nicht nur den Klassiker in rot, sondern auch mehr als 100 Sondermodelle.
Das klassische Bobby-Car besteht aus 30 Einzelteilen. Das Chassis entsteht aus 1,5 Kilogramm des thermoplastischen Kunststoffs Niederdruckpolyethylen im Blasformverfahren, einer Extrusionsblastechnik. Dazu wird der als Granulat vorliegende Rohstoff erwärmt, bis er sich in eine teigförmige Masse verwandelt. Diese presst eine Maschine zum Schlauch (Extrusion), der in eine zweiteilige Hohlform aus Metall eingebracht wird. Nachdem sich die Form geschlossen hat, wird der Kunststoff darin aufgeblasen und nimmt die gewünschte Gestalt an und ergibt so einen extrem widerstandsfähigen Hohlkörper. Nach der Abkühlung folgt die Montage der 29 weiteren Teile, unter anderem der Achsen, Räder und des Lenkrads, welche allesamt im Spritzguss-Verfahren hergestellt werden.
Ein fertiges Bobby-Car wiegt 3,6 Kilogramm, es ist 60 Zentimeter lang und 40 Zentimeter hoch.

## Bobby-Car für Kinder

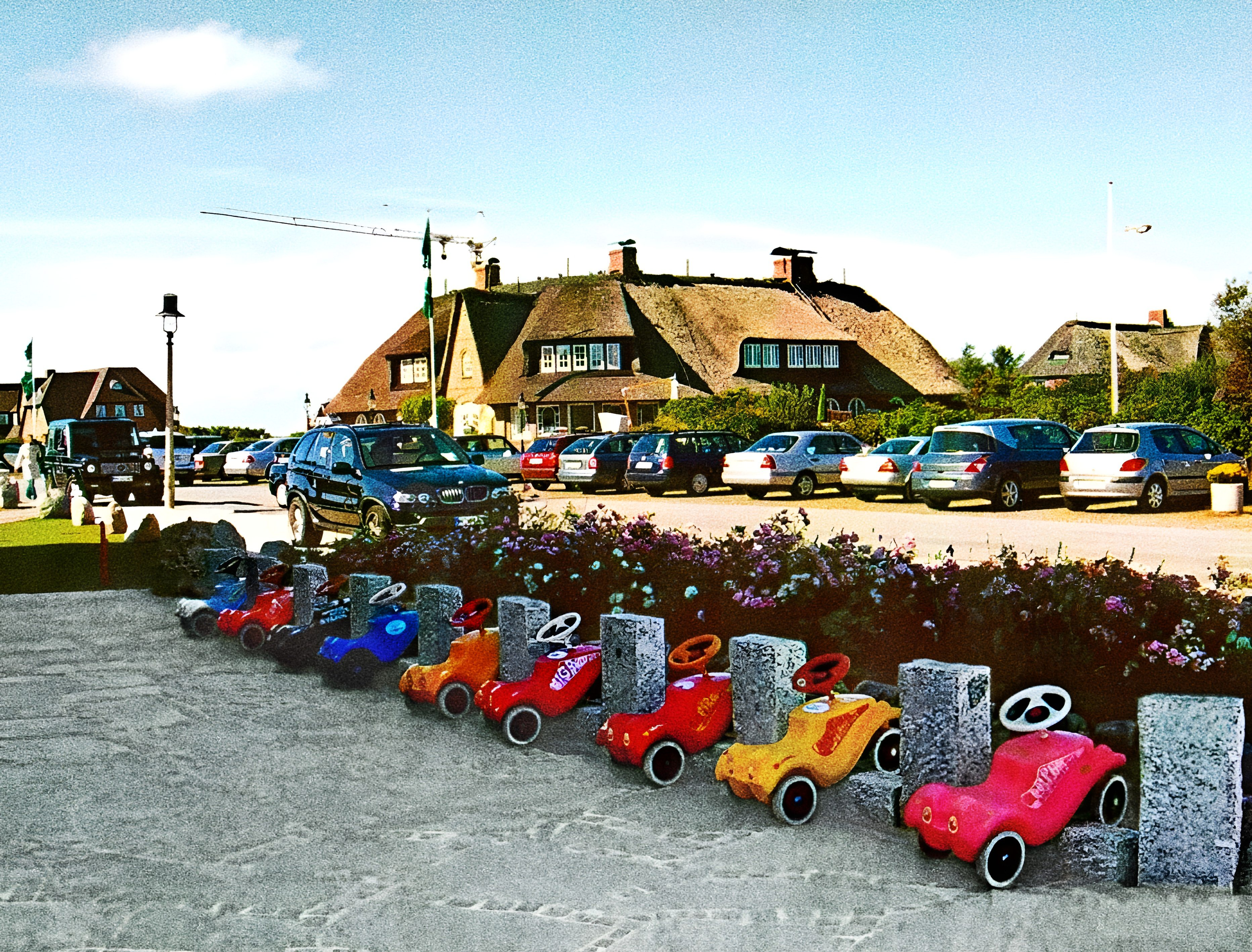
Bobby-Car-Parkplatz in Kampen (Sylt)

Das Bobby-Car wurde entwickelt, um kleinen Kindern das Laufenlernen zu erleichtern. Dazu befindet sich in der Mitte eine Art Sitzschale, in die sich das Kind wie auf ein Motorrad setzen kann. Durch Paddelbewegungen mit den Beinen kann es das Auto fortbewegen. Das Bobby-Car hat eine voll funktionsfähige Lenkung. Heute existieren zahlreiche Zubehörteile wie Schubstangen, Flüsterreifen, Anhänger und Ähnliches. Das Grundmodell wird inzwischen in verschiedenen Farben und Designs (z. B. Polizei, Hello Kitty etc.) hergestellt. Es wurden auch Sondereditionen produziert, die das klassische Design verwerfen und zeitgenössischen echten Autos (Mercedes-Benz SLK, Porsche usw.) nachempfunden sind. In Zusammenarbeit mit dem Reifenhersteller Fulda wurde eine Sonderedition geschaffen, die statt der üblichen Hartplastikräder ohne Profil mit Vollgummirädern mit Profil, die ein fast originalgetreues Modell des Carat-Exelero-Hochgeschwindigkeitsreifens von Fulda darstellen, ausgestattet ist.

## Bobby-Car-Rennen

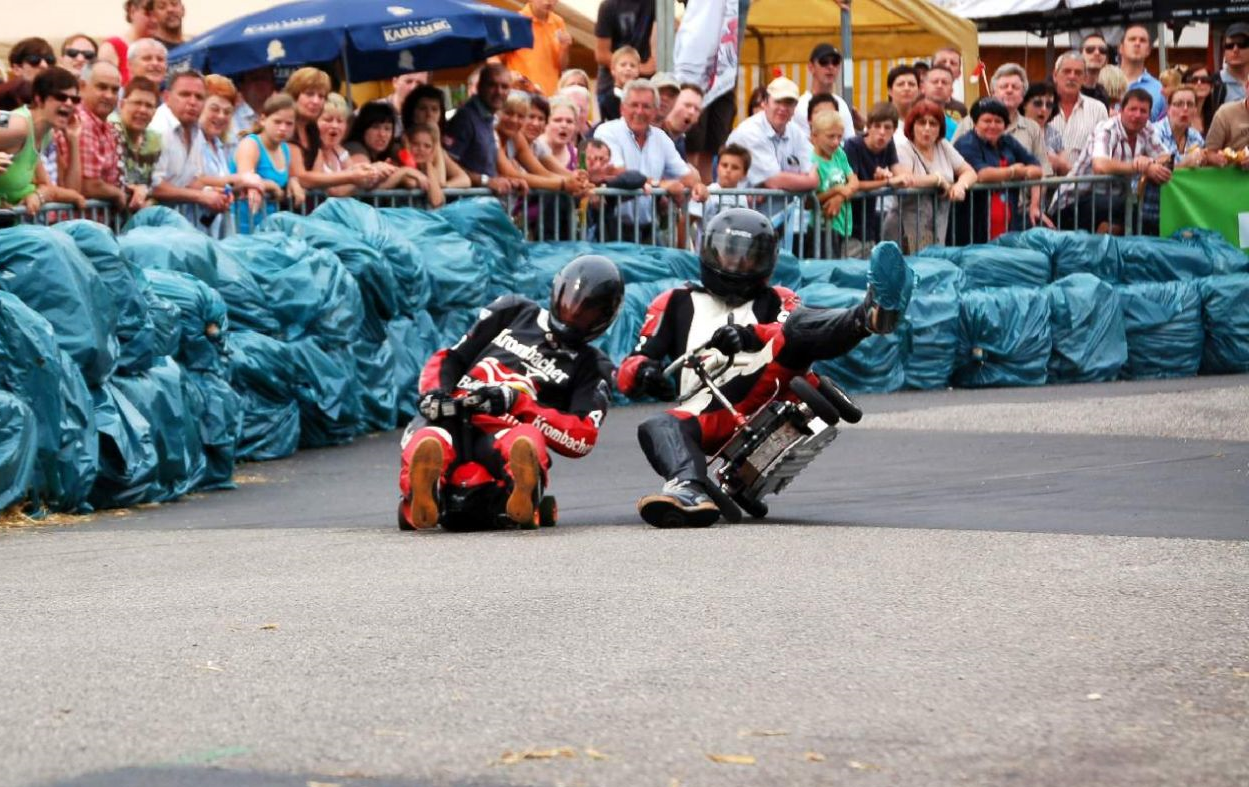
Bobby-Car-Rennen – Rennszene

In den 1990er-Jahren entwickelten sich Rennen zwischen erwachsenen Fahrern als weitere Nutzung des Bobby-Cars. Die Plastikkarosserie ist auch für Erwachsene stabil genug, aber Lenkung und Achsen müssen, aufgrund der erhöhten Geschwindigkeiten von bis zu 100 km/h und mehr, modifiziert werden. Für die nötige Gewichtserhöhung wird neben vielen Metallbauteilen die Karosserie meist mit Beton ausgegossen. Ein derart modifiziertes Bobby-Car wird auch als Downhill- oder Renn-Bobby-Car bezeichnet.
Auf abgesperrten Straßen mit Gefälle werden, Seifenkistenrennen ähnlich, Meisterschaften ausgetragen. Die Rennsaison startet jedes Jahr im Mai und endet im September. Die durch die BIG-Spielwarenfabrik lizenzierten BIG-Bobby-Car-Rennen werden durch den Bobby-Car-Sport-Verband e. V. ausgetragen.
Ähnliche Rennen veranstaltet auch der Gründerverein dieser Sportart, der MiniCartClub Deutschland e. V., allerdings handelt es sich hier nicht um reine BIG-Bobby-Car-Rennen, da auch Fahrzeuge anderer Hersteller (nicht nur BIG) zugelassen sind. Gestartet wird bei beiden Vereinen in verschiedenen Altersklassen von der Kinderklasse bis hin zur Profiklasse.
Die Rennen finden nicht nur in Deutschland, sondern auch im benachbarten Ausland, z. B. Luxemburg, Frankreich oder Österreich statt. Ausgerichtet werden die Rennen meistens von bzw. mit Unterstützung verschiedener Bobby-Car-Vereine. Deutschlandweit gibt es weit über 20 verschiedene Einzelvereine, die in den entsprechenden Dachverbänden organisiert sind.

## Bobby-Car Weltrekorde
Der offizielle Geschwindigkeitsweltrekord auf einem modifizierten Bobby-Car ohne Antrieb wurde von Marcel Paul vom Bobby-Car-Club-Altenhain am 28. Mai 2022 in Sichenhausen mit einer Geschwindigkeit von 130,72 km/h aufgestellt.

Mit 106,01 km/h erreichte Marcel Paul außerdem einen Geschwindigkeitsrekord auf einem klassischen Bobby-Car mit Kunststoffbereifung. Beide Maximalgeschwindigkeiten wurden vom Rekord-Institut für Deutschland offiziell anerkannt.
Am 10. August 2023 führte Marcel Paul erneut einen Weltrekordversuch durch. Diesmal erreichte er eine Geschwindigkeit von 148,45 km/h auf einem elektrisch betriebenen Bobby-Car. Der Rekordversuch wurde auf dem Streckenabschnitt Parabolika der Rennstrecke des Hockenheimring durchgeführt. Dieser Rekord wurde 2024 zusätzlich von Guinness World Records in der internationalen Kategorie „Fastest ride-on toy car (modified)“ anerkannt.
Am 17. Juni 2022 stellte sich Joey Kelly zusammen mit 49 Mitstreitern der Aufgabe, mit 50 „BIG-Bobby-Car“ den Kelly Family Doppeldeckerbus 50 m weit zu ziehen – angetrieben allein durch Muskelkraft. Der Anlass für diesen außergewöhnlichen Weltrekord war der 50. Geburtstag des Bobby-Cars. Der Rekordversuch wurde im Europa-Park Rust durchgeführt und offiziell vom Rekord-Institut für Deutschland anerkannt.

## Musical
Im Jahr 2010 wurde von Sobeho Records das Kindermusical Big-Bobby-Car veröffentlicht. Es erzählt die fiktive Geschichte der Bobby-Car-Familie, die vergebens auf die Ankunft eines neuen Bobby-Cars wartet.
Die Idee dazu lieferte der Musiker Rainer Grasser, langjähriger Leiter der Musikschule des südlichen Landkreises Fürth. Gemeinsam mit dem Produzenten Caba Kroll wurde die Produktion des Musicals ausgearbeitet. Im Mittelpunkt des Musicals steht der Song Big-Bobby-Car, aus dem der Studioproduzent Henning Reith eine tanzbare Maxi-Version schuf.

## Videospiele
Am 24. September 2020 erschien erstmals ein Videospiel für die Sony PlayStation 4 und Nintendo Switch mit dem Titel BIG-Bobby-Car – Das große Rennen von Wild River Games. Ebenfalls ist der Fun-Racer über die Distributionsplattform Steam für PC verfügbar.

## Auszeichnungen

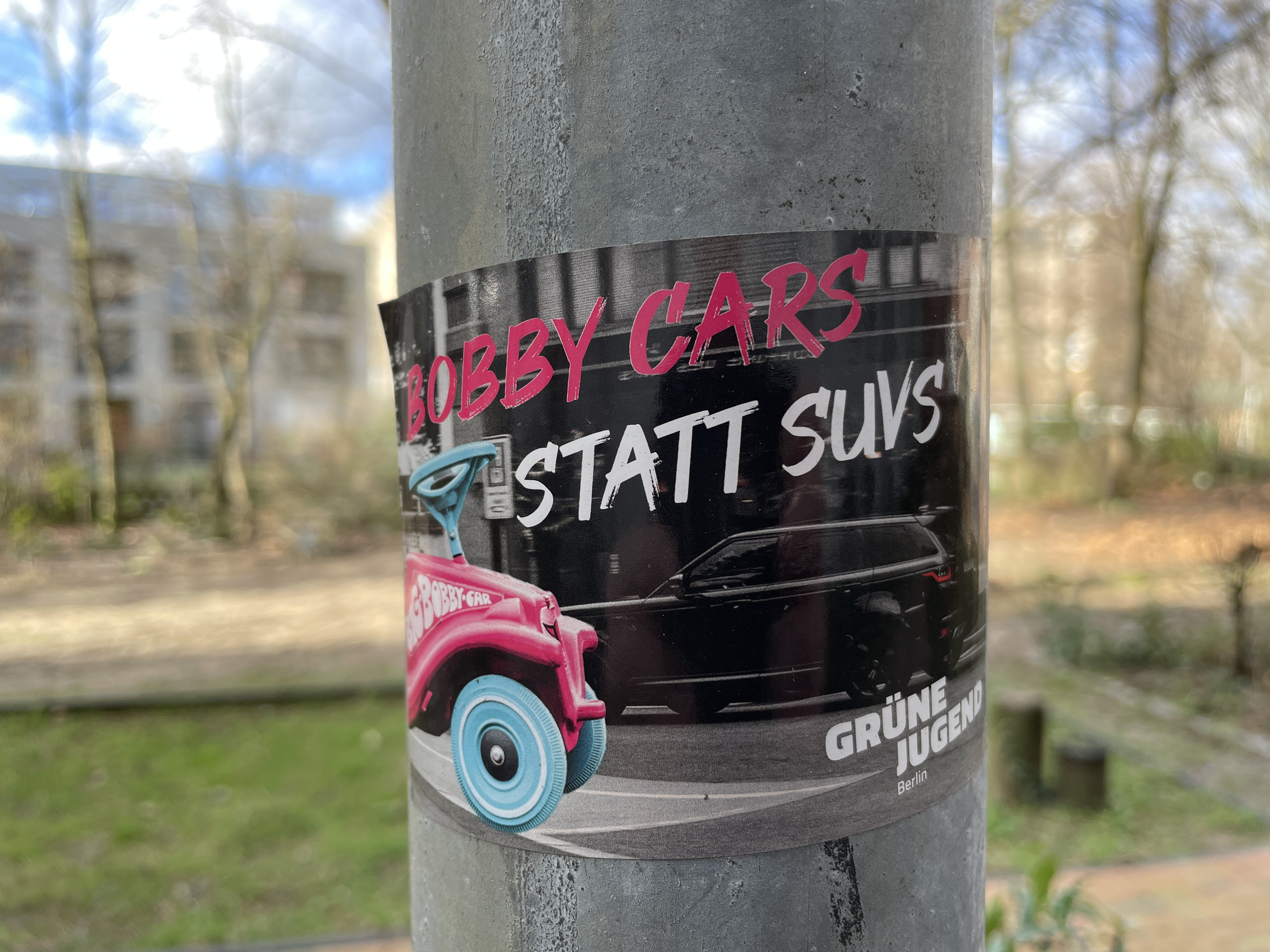
Aufkleber der Grünen Jugend Berlin: „Bobby Cars statt SUVs“ (2022)

Im August 2012 kürte die Tageszeitung taz das Bobby-Car scherzhaft zum „umweltfreundlichsten Auto des Jahres“.